# Philippe Brun
Pour les articles homonymes, voir Brun.
Philippe Brun, né le 16 octobre 1991 à Rouen (Seine-Maritime), est un juge administratif et homme politique français. 
Membre du Parti socialiste, il est conseiller municipal d'opposition à Louviers depuis 2020 et député de l'Eure depuis 2022.

## Biographie

### Jeunesse et études
Originaire de l'Eure, Philippe Brun est le fils de Jean-Philippe Brun, salarié d'EDF et maire de Porte-de-Seine depuis 2018, et d'une enseignante de français.
Il est admis à l'Institut d'études politiques de Paris en 2009. Il y obtient le master d'Affaires publiques en 2014 puis est diplômé d'HEC Paris en 2016,.
Il est par la suite admis à l'École nationale d'administration, dans la promotion Georges Clemenceau (2017-2018).

### Parcours professionnel
Entre 2012 et 2014, il est assistant parlementaire de la députée Axelle Lemaire. Avant son entrée à l'ENA, il rejoint la direction stratégique du groupe Engie.
À sa sortie de l'ENA, il est affecté au tribunal administratif de Montreuil en 2019. Il enseigne également le droit public à l'IEP de Paris avant son élection comme député.

## Parcours politique

### Débuts
Il adhère au Parti socialiste en 2009 à l'âge de 17 ans. Alors membre de l'aile gauche, il quitte le parti en 2015 suite au tournant social-libéral de la présidence de François Hollande, se disant « dégoûté de Valls et de Hollande ». Il participe au mouvement des Gilets jaunes en 2018.
Tête de liste avec la gilet jaune Ingrid Levavasseur aux élections municipales de 2020 à Louviers,  il obtient 18 % et devient conseiller municipal d'opposition.
Il crée en 2021 l'École de l’engagement afin de favoriser la représentation des ouvriers et employés en politique. D'après lui, cette quasi-absence des représentations des classes populaires à l'Assemblée nationale est « un vrai aveu d’échec pour les partis politiques. Avec le déclin relatif du PCF, on a assisté à un déclin de la représentation des classes populaires. Dans les années 1970, il  y avait 50 députés ouvriers, tous étaient communistes. Les autres partis n’ont pas pris le relais. »
Il participe ensuite à la campagne présidentielle d'Arnaud Montebourg en 2022, puis, après le retrait de celui-ci, à celle d'Anne Hidalgo,.

### Député de l'Eure
Investi par le Parti socialiste dans le cadre de la Nouvelle Union populaire écologique et sociale en mai 2022, il a pour suppléante Lisa Moreau, membre de la France insoumise et du Parti de Gauche et travailleuse sociale à Val-de-Reuil. Il est élu député avec 50,4 % des voix face à la candidate du Rassemblement national. Il siège à la commission des Finances.
Au cours de son premier mandat, il est rapporteur d’une proposition de loi visant à la nationalisation d’EDF dans le cadre de la niche parlementaire réservée au Parti socialiste. Alors engagé en faveur de l'union de la gauche, il soutient l'idée d'une liste commune de la Nouvelle Union populaire écologique et sociale pour les élections européennes de 2024.
Étant chargé de la thématique des classes populaires au sein du Parti socialiste, Philippe Brun annonce le 1er février 2024 qu'il quitte la direction du parti à la suite de la composition de la liste pour les européennes où le premier ouvrier, Stéphane Ravacley, est à la 41e place, une position non-éligible. Il déplore alors un « esprit de fermeture » au sein du parti.
À la suite de la dissolution de l'Assemblée nationale en juin 2024, Philippe Brun est de nouveau candidat dans sa circonscription de l'Eure sous l'étiquette du Nouveau Front populaire. Il est finalement réélu face au candidat du Rassemblement national malgré un seconde place lors du premier tour. Il devient au cours de la législature vice-président de la commission des Finances. Il lance un appel à un accord de non-censure des gouvernements qui vont suivre et milite pour un « gouvernement d'union républicaine ou de salut public, avec pour base de départ les principales mesures du programme du Nouveau Front Populaire ».  Il refuse également de rentrer dans le gouvernement Barnier comme ministre du Budget. 
Il lance en septembre 2024 son propre mouvement, la Ligne populaire, afin de peser sur le congrès de Nancy du Parti socialiste. Il estime en particulier que le parti doit mettre l’accent sur les questions économiques et sociales et favoriser une meilleure représentativité des ouvriers et employés en politique. Il présente la motion Pour un nouveau socialisme. Il s'allie finalement avec l'aile droite du parti pour renverser Olivier Faure,, qu'il soutenait lors du congrès de Marseille. Cette alliance ne parvient finalement pas à remporter le congrès.

## Synthèse des fonctions et mandats

### À l’Assemblée nationale
- Député de la 4e circonscription de l'Eure depuis 2022

### Liées au mandat de député
- Membre de la Section française de l'Assemblée parlementaire de la francophonie

### Au niveau local
- Conseiller municipal de Louviers depuis 2020
- Conseiller communautaire de la communauté d'agglomération Seine-Eure depuis 2020

## Résultats électoraux

### Élections législatives
| Année | Parti    | Parti      | Circonscription | 1er tour | 1er tour | 1er tour | 2d tour | 2d tour | 2d tour | Issue |
| Année | Parti    | Parti      | Circonscription | Voix     | %        | Rang     | Voix    | %       | Rang    | Issue |
| ----- | -------- | ---------- | --------------- | -------- | -------- | -------- | ------- | ------- | ------- | ----- |
| 2022  |          | PS (NUPES) | 4e de l'Eure    | 12 078   | 27,78    | 2e       | 19 824  | 50,44   | 1er     | Élu   |
| 2024  | PS (NFP) | 21 144     | 4e de l'Eure    | 34,27    | 2e       | 31 914   | 52,83   | 1er     | Élu     |       |

### Élections départementales
| Année | Parti | Parti | Canton   | 1er tour | 1er tour | 1er tour | 2d tour | 2d tour | 2d tour |
| Année | Parti | Parti | Canton   | Voix     | %        | Rang     | Voix    | %       | Issue   |
| ----- | ----- | ----- | -------- | -------- | -------- | -------- | ------- | ------- | ------- |
| 2021  |       | DVG   | Louviers | 1 152    | 36,86    | 2d       | 1 433   | 44,74   | Battu   |

### Élections municipales
Les résultats ci-dessous concernent uniquement les élections où il est tête de liste.
| Année | Nuance | Nuance | Commune  | 1er tour | 1er tour | 1er tour | 2d tour            | 2d tour            | 2d tour            | Sièges obtenus |
| Année | Nuance | Nuance | Commune  | Voix     | %        | Rang     | Voix               | %                  | Rang               | Sièges obtenus |
| ----- | ------ | ------ | -------- | -------- | -------- | -------- | ------------------ | ------------------ | ------------------ | -------------- |
| 2020  |        | DVG    | Louviers | 819      | 19,23    | 2e       | pas de second tour | pas de second tour | pas de second tour | 3 / 33         |